# Yosemite Valley
Yosemite Valley é uma região censo-designada localizada no estado americano da Califórnia, no condado de Mariposa.

## Geografia
De acordo com o United States Census Bureau, a cidade tem uma área de 5,5 km², dos quais 5,3 km² estão cobertos por terra e 0,2 km² por água.

### Localidades na vizinhança
O diagrama seguinte representa as localidades num raio de 64 km ao redor de Yosemite Valley.

## Demografia
Segundo o censo nacional de 2010, a sua população é de 1 035 habitantes e sua densidade populacional é de 188,5 hab/km².

## Marcos históricos
A relação a seguir lista as 9 entradas do Registro Nacional de Lugares Históricos em Yosemite Valley. O primeiro marco foi designado em 21 de fevereiro de 2003 e os mais recentes em 18 de julho de 2014.
- Camp 4
- Half Dome Cables and Trail
- Merced Lake High Sierra Camp
- Merced Lake Ranger Station
- Ostrander Lake Ski Hut
- Snow Creek Ski Hut
- Snow Flat Snow Survey Shelter
- Sunrise High Sierra Camp
- Vogelsang High Sierra Camp